# 獨立市 (奧勒岡州)

獨立市

獨立市（Independence）是位於美国奧勒岡州波爾克縣的一座城市。它位于俄勒冈州51号公路沿线的威拉米特河西岸。根據美國人口調查局進行的2010年美國人口普查，人口有8,590人。